# دنیس ویلشاو
دنیس ویلشاو (به انگلیسی: Dennis Wilshaw) بازیکن فوتبال زادهٔ ۱۱ مارس ۱۹۲۶ اهل انگلستان بود که سابقهٔ بازی در تیم ملی فوتبال انگلستان را در کارنامهٔ خود دارد. وی در تاریخ ۱۰ اکتبر ۱۹۵۳ نخستین بازی ملی خود را در مقابل تیم ملی فوتبال ولز انجام داد و با حضور در ۱۲ بازی ملی، در تاریخ ۶ اکتبر ۱۹۵۶ واپسین بازی ملی‌اش را در برابر تیم ملی فوتبال ایرلند شمالی برگزار کرد.
این بازیکن توانسته در بازی‌های ملی، ۱۰ گل به ثمر برساند.